# ۶۹۲ (خورشیدی)
۶۹۲ ششصد و نود و دومین سال هجری خورشیدی است.